# Batalla de Arcadiópolis
La batalla de Arcadiópolis tuvo lugar en el año 970 y enfrentó a un ejército bizantino al mando de Bardas Esclero y un ejército al mando del príncipe Sviatoslav I de la Rus de Kiev. El resultado fue una victoria del ejército bizantino.

## Preludio
En la década de 960, el emperador Nicéforo Focas quiso poner freno a la amenaza búlgara en sus fronteras occidentales, poniéndose en contacto con los rusos de la Rus de Kiev y convenciéndolos para que atacaran Bulgaria por la retaguardia. 
Los rusos atacaron a los búlgaros en el 966 dirigidos por el príncipe Sviatoslav. Su ofensiva fue un éxito total y el zar Boris II fue depuesto y su ejército derrotado completamente. Pero ahora, los bizantinos, en vez de tener que competir contra el reino búlgaro, tenían por vecino una potencia emergente y más belicosa.
El emperador Nícéforo Focas fue asesinado por una conjura palaciega tramada por su esposa y algunos generales desleales en 969.
Su asesino y sucesor, Juan I Tzimiscés tuvo que comprobar como en la primavera de 970 los rusos se lanzaron contra el Imperio invadiendo Tracia. Filipópolis (actual Plóvdiv), una fortaleza de la región, fue saqueada tras un corto asedio. Ahora bloqueaban la Vía Egnatia que comunicaba Constantinopla con el resto de provincias europeas. 
El nuevo emperador ordenó a Bardas Esclero y Pedro reunir una pequeña fuerza y reconocer el terreno.
El líder ruso, enterado de la presencia del ejército bizantino, mandó una poderosa fuerza de unos 20 000 hombres para aniquilarlos. En su campamento había un espía bizantino, el cual tras saber la noticia advirtió al ejército bizantino.
Bardas Esclero se vio entonces con que no podía retirarse en orden, pues el enemigo se encontraba demasiado cerca y además su misión era defender Tracia y una retirada dejaría toda la región a merced de los rusos. Para hacer frente al ejército ruso reunió un ejército de entre 10 000 y 15 000 hombres.

## La batalla
Bardas Esclero dividió sus fuerzas en tres batallones. Dos de ellos hicieron una emboscada ocultándose a ambos lados del camino y el tercer grupo que estaba formado por la caballería tenía la misión de asaltar el campamento ruso para atraerlos a la emboscada.
Los rusos habían acampado a 25 millas de Arcadiópolis, ciudad tracia. Sus tropas estaban formadas sobre todo por rusos, pero también había búlgaros y pechenegos.
La caballería bizantina cayó sobre los pechenegos y tras un duro y disputado combate los desalojaron del campamento. Cuando Bardas Esclero creía que ya había pasado un tiempo prudencial, ordenó la retirada. Los pechenegos, seguidos por rusos y búlgaros, seguros de su victoria, persiguieron al ejército bizantino.
Cuando las tropas pechenegas llegaron a la zona donde se encontraban las tropas emboscadas, estas salieron y atacaron de flanco.
Atacados, las tropas pechenegas, de frente y por los flancos, se desbandaron. En ese momento llegaron las tropas rusas y búlgaras que fueron desorganizadas por las tropas pechenegas en fuga, por lo que al ser atacados por los bizantinos no pudieron reaccionar.
El combate de Arcadiópolis, en resumen, se resolvió favorablemente a los bizantinos, que solamente perdieron unos 550 hombres. Pero los rusos y pechenegos sufrieron miles de bajas y se rompió la alianza entre pechenegos y rusos. Al parecer, estos primeros creían tomar parte de una expedición de saqueo, y no estaban dispuestos a una guerra abierta contra el ejército bizantino.